# Courtney Thompson
Courtney Thompson (* 4. November 1984 in Bellevue, Washington) ist eine US-amerikanische Volleyballspielerin. Sie gewann 2012 die olympische Silbermedaille, wurde 2014 Weltmeisterin und gewann 2016 die olympische Bronzemedaille.

## Karriere
Thompson begann ihre Karriere an der Kentlake High School in Kent (Washington). Sie schloss die Schule als Jahrgangsbeste ab. Während ihres Studiums spielte sie von 2003 bis 2006 im Team der University of Washington. Im Januar 2007 debütierte die Zuspielerin in der US-amerikanischen Nationalmannschaft, mit der sie am Grand Prix teilnahm und den dritten Platz bei den Panamerikanischen Spielen erreichte. 2008 spielte sie zunächst in Puerto Rico bei Las Gigantes de Carolina, ehe sie zum Schweizer Erstligisten Volley Köniz wechselte. 2009 gewann Thompson mit Köniz die Schweizer Meisterschaft. International war sie wieder beim Grand Prix 2009 dabei und wurde mit dem US-Team NORCECA-Meisterin. 2010 war sie erst bei Lancheras de Cataño und danach beim österreichischen Verein SVS Post Schwechat aktiv. Mit Schwechat siegte sie 2011 in der nationalen Meisterschaft. International gab es für sie wieder eine Bronzemedaille bei den Panamerikanischen Spielen. 2012 wurde Thompson nach ihrer Rückkehr zu Lancheras de Cataño puerto-ricanischer Meister. Mit der Nationalmannschaft siegte sie beim Grand Prix 2012. Anschließend nahm sie an den Olympischen Spielen in London teil und gewann die Silbermedaille. Von 2013 bis 2015 spielte sie bei Volero Zürich in der höchsten Schweizer Liga und gewann zweimal das Schweizer Double.